# Keiko Takemiya
Keiko Takemiya (竹宮 惠子, Takemiya Keiko) (Tokushima, 13 febbraio 1950) è una fumettista giapponese.
Oltre alla carriera da disegnatrice, è docente emerita ed ex rettrice della Kyoto Seika University, presso la quale ha insegnato dal 2000.
Fa parte della direzione della Japan Cartoonist Association e dirige la Japan Society for Studies in Cartoons and Comics.

## Carriera
Keiko Takemiya fa parte del cosiddetto Gruppo Anno 24, termine con cui si indica un gruppo di autrici che nei primi anni settanta hanno rivoluzionato tematiche e stilemi del fumetto per ragazze. 
Takemiya in particolare è tra le pioniere dei manga con soggetto l'amore omosessuale maschile. Il suo racconto breve In the Sunroom, pubblicato su Bessatsu Shōjo Comic nel dicembre 1970, contiene il primo bacio omosessuale pubblicato in Giappone. Al tempo non esisteva ancora un'etichetta per il genere, che attualmente viene chiamato BL (Boys' Love). È conosciuta come una delle prime autrici a creare manga di successo sia per ragazzi che per ragazze. Fra i suoi lavori più noti si possono citare i manga Terra e... e Il poema del vento e degli alberi, pubblicati a cavallo fra gli anni settanta e gli ottanta. 
Molte delle sue serie sono state successivamente adattate in anime, inclusi Terra e... nel 1980 e nel 2007, Natsu e no Tobira nel 1981 e Il poema del vento e degli alberi nel 1987. Nel 1983 ha lavorato come disegnatrice per il film cinematografico Crusher Joe prodotto dalla Sunrise, insieme ad altri mangaka come Yumiko Igarashi, Fujihiko Hosono, Rumiko Takahashi, Hideo Azuma, Hisaichi Ishii, Katsuhiro Ōtomo, Miki Tori, Shinji Wada e Akira Toriyama.
Tra i riconoscimenti ottenuti, vanno nominati il prestigioso Seiun Award nel 1978 per Terra e...., e lo Shogakukan Manga Award nel 1979 sia nella categoria shōjo che nella categoria shōnen, per Kaze to Ki no Uta e Terra e.... Nel 2012 ha ricevuto il Minister of Education, Science and Technology Award della Japan Cartoonist Association. Nel 2014 le è stata conferita la Medaglia d'onore, medaglia con nastro viola, dal governo giapponese.
Tra il 2009 e il 2014, è stata membro della commissione selettiva per il Premio culturale Osamu Tezuka. Nel 2014 è stata nominata rettrice della Kyoto Seika University ed è rimasta in carica fino al 2017. Nel 2020 è andata in pensione ed è stata nominata docente emerita.

## Principali opere
- Ringo no Tsumi (りんごの罪?, Ringo no tsumi, 1968)
- In the Sunroom (サンルームにて? 1970)
- La tomba del faraone (ファラオの墓?, Pharaoh no Haka, 1974–1976)
- Natsu e no Tobira (夏への扉?, Natsu e no tobira, 1975)
- Il poema del vento e degli alberi (風と木の詩?, Kaze to ki no uta, 1976–1984)
- Terra e... (地球へ…?, Toward to Terra, 1977–1980) (published in English by Vertical)
- Andromeda galassia perduta (アンドロメダ・ストーリーズ?, Andromeda stories, 1980-1982) (published in English by Vertical, Story by Sci Fi author Ryu Mitsuse)
- Tenma no Ketsuzoku (天馬の血族?, Tenma no ketsuzoku, 1992–2000)